# Acrolophus zanclophora
Acrolophus zanclophora är en fjärilsart som beskrevs av Edward Meyrick 1922. Acrolophus zanclophora ingår i släktet Acrolophus och familjen Acrolophidae. Inga underarter finns listade i Catalogue of Life.